# Mitromorpha rotundicostata
Mitromorpha rotundicostata é uma espécie de gastrópode do gênero Mitromorpha, pertencente a família Mitromorphidae.